# Kaltreserve
Kaltreserve ist ein Begriff aus dem Betrieb von Kraftwerken bzw. Kraftwerksblöcken. Kraftwerksblöcke, die sich in Kaltreserve befinden, sind längerfristig außer Betrieb genommen (dazu werden gewisse Konservierungsmaßnahmen vorgenommen, engl. mothballing) und können nur nach einer gewissen Vorlaufzeit wieder in Betrieb genommen werden. In manchen Fällen ist eine Abstimmung mit Behörden erforderlich. Stilllegung heißt dagegen, dass die Betriebsgenehmigung für die Anlage erloschen ist.

## Allgemeines
Gründe dafür, in Kaltreserve befindliche Kraftwerke zu reaktivieren, können u. a. sein:
- Wirtschaftswachstum und damit verbundener erhöhter Strombedarf,
- der unerwartete Ausfall großer Kraftwerke durch Defekte, Störfälle oder andere unvorhergesehene Ereignisse wie das Atom-Moratorium oder sommerlicher Kühlwassermangel in Flüssen
- Revisionsarbeiten an anderen Kraftwerken
- Änderung der Brennstoffkosten zulasten anderer Kraftwerksarten
- Kälteperioden im Winter und damit verbundener erhöhter Strom- und/oder Wärmebedarf

## Beispiele
E.ON Energie schickte 2001 und 2005 etwa 1.800 MW Kraftwerksleistung in die Kaltreserve. Als Grund gab das Unternehmen an, dass diese Anlagen in den vergangenen Jahren angesichts niedriger Erlöse am Strommarkt nicht die Kosten des Betriebs decken konnten. „Kaltreserve ist ein gutes Instrument, um bei minimalen Kosten die Option zu erhalten, Blöcke bei Veränderung der wirtschaftlichen Rahmenbedingungen und als Risikovorsorge später wieder einzusetzen [...]. Die Anlagen wurden also ganz bewusst nicht stillgelegt.“ 2006 wurde mit Emden 4 eines der zuvor in die Kaltreserve geschickten Gaskraftwerke wieder aktiviert, nachdem E.ON zum Ergebnis kam, das Kraftwerk zur Spitzenlastdeckung wieder profitabel betreiben zu können.
Auch während der Kältewelle in Europa im Januar 2017 wurden deutsche Kraftwerke aus der Kaltreserve hochgefahren, um die Versorgungssicherheit in Frankreich gewährleisten zu können. Dort waren durch den Ausfall einer Reihe von Kernkraftwerken sowie durch hohen Strombedarf infolge einer Kältewelle die Versorgungssicherheit gefährdet. Da in Frankreich sehr viele Elektroheizungen installiert sind, steigt dort mit jedem Grad tieferer Temperatur die Stromnachfrage um ca. 2,4 GW.

## Politische Diskussion 2011
Seit der Nuklearkatastrophe von Fukushima und der Verkündung des Atom-Moratoriums im März 2011 wird die deutsche Energiepolitik revidiert. Im Zuge der Diskussion, ob es möglich und politisch gewollt ist, die sieben ältesten Atomkraftwerke sowie Kernkraftwerk Krümmel abgeschaltet zu lassen und ob eine Stromausfall-Gefahr („Blackout“) besteht, regte Wirtschaftsminister Philipp Rösler am 28. Mai an, eine Kaltreserve von ein oder zwei Atomkraftwerken zu erwägen.
Eine Zeitung bezifferte die Kosten einer Kaltreserve von zwei Reaktoren auf jährlich etwa 50 Millionen Euro.
Am 30. Mai 2011 verkündete die Bundesregierung ihr neues Energiekonzept. Bundeskanzlerin Merkel sagte bei der Pressekonferenz am 30. Mai 2011: „Uns ist es wie Herrn Seehofer lieber, es findet sich eine konventionelle kalte Reserve, die dafür eingesetzt werden kann.“
Am 31. August 2011 verkündete die Bundesnetzagentur, dass sie „auf die Nutzung eines stillgelegten Atomkraftwerks als Reserve für mögliche Stromengpässe im Winter“ verzichtet. Als Kaltreserve sollen der Block 3 des Großkraftwerks Mannheim, das Kraftwerk 2 Mainz-Wiesbaden, Block C des Steinkohlekraftwerks in Ensdorf sowie das Heizkraftwerk Freimann in München genutzt werden. Im Oktober 2011 teilte das Regierungspräsidium Karlsruhe mit, dass Block 3 des Großkraftwerks Mannheim (GKM) ab November 2011 rund 1300 Betriebsstunden während der Heizperioden in den beiden kommenden Winterhalbjahren als Reserve genutzt werden darf. Am 8. Februar 2012, während der Kältewelle in Europa 2012, wurde Großkraftwerk 3 Mannheim angesichts des frostigen Winters und der Lieferengpässe für Erdgas für 5 Tage in Betrieb genommen.

## Monitoring
Die Bundesnetzagentur beobachtet – auch vor dem Hintergrund der Energiewende – unter anderem die Entwicklung des Kraftwerksparks in Deutschland. Sie veröffentlicht vierteljährlich eine umfassende Tabelle, aus der ersichtlich ist, welche Kraftwerke Kaltreserve sind, welche endgültig abgeschaltet wurden und welche neu hinzukamen.